# What's Wrong with This Picture?
What's Wrong with This Picture? è il trentesimo album discografico in studio del cantautore britannico Van Morrison, pubblicato nel 2003.

## Tracce
Tutte le tracce sono di Van Morrison tranne dove indicato.
1. What's Wrong with This Picture? - 6:00
2. Whinin Boy Moan - 4:17
3. Evening in June - 4:00
4. Too Many Myths - 4:32
5. Somerset (Acker Bilk, David Collett, Morrison) - 4:09
6. Meaning of Loneliness - 6:41
7. Stop Drinking (Lightnin' Hopkins, Morrison) - 3:24
8. Goldfish Bowl - 6:01
9. Once in a Blue Moon - 3:30
10. Saint James Infirmary (tradizionale) - 5:32
11. Little Village - 4:30
12. Fame - 5:21
13. Get On with the Show - 5:40